# Stefan Zubrzycki
Stefan Zubrzycki (ur. 26 marca 1927 w Zawichoście, zm. 18 grudnia 1968 we Wrocławiu) – polski matematyk. Kierownik Działu Zastosowań Matematyki w PAN w latach 60. XX w. Uczeń Hugona Steinhausa. Autor podręcznika Wykłady z rachunku prawdopodobieństwa i statystyki matematycznej.

## Życiorys
Stefan Zubrzycki urodził się 26 marca 1927 roku w Zawichoście. Maturę zdał w 1946 roku w Kielcach. Studiował we Wrocławiu (1946–1950) matematykę na Uniwersytecie Wrocławskim. Od 1948 roku był asystentem na Uniwersytecie Wrocławskim, a od 1949 roku pracował w Państwowym Instytucie Matematycznym (późniejszym IM PAN). W latach 1958–1963 był docentem i kierownikiem Katedry Matematyki w Wyższej Szkole Ekonomicznej we Wrocławiu, a w latach 1964–1965 kierował Katedrą Statystyki Wyższej Szkoły Rolniczej we Wrocławiu. W 1965 roku został profesorem nadzwyczajnym i kierownikiem Działu Zastosowań Instytutu Matematycznego PAN. W roku akademickim 1964/65 wykładał na Uniwersytecie Waszyngtona w Seattle (USA).  
Jego praca magisterska z 1950 roku o matematycznym ujęciu rzeźby terenu jako czynnika erozji, opublikowana w 1955 i 1956 roku, była innowacyjna i opierała się na analizie eksperckiej oraz metodzie regresji. Doktorat uzyskał w 1954 roku na podstawie rozprawy o zmiennych losowych, a habilitację w 1957 roku za pracę o probabilistycznych metodach szacowania złóż geologicznych, co pozwoliło mu uzyskać docenturę na Uniwersytecie Wrocławskim.  